# ألكسندر بتروف
ألكسندر بتروف (بالإنجليزية: Aleksandr Petrov)‏ (و. 1934 – 2011 م) هو عالم اقتصاد، ورياضياتي، من الاتحاد السوفيتي، ولد في أوريخوفو-زويفو، كان عضوًا في الأكاديمية الروسية للعلوم، توفي في موسكو، عن عمر يناهز 77 عاماً.

## التعليم
تعلم في معهد موسكو للفيزياء والتكنولوجيا.

## جوائز
حصل على جوائز منها:
- جائزة الدولة السوفيتية.